# Alto Pass
Alto Pass é uma vila localizada no estado americano de Illinois, no Condado de Union.

## Demografia
Segundo o censo americano de 2000, a sua população era de 388 habitantes. 
Em 2006, foi estimada uma população de 388, um aumento de 0 (0.0%).

## Geografia
De acordo com o United States Census Bureau tem uma área de 
5,7 km², dos quais 5,6 km² cobertos por terra e 0,1 km² cobertos por água.

## Localidades na vizinhança
O diagrama seguinte representa as localidades num raio de 20 km ao redor de Alto Pass. 